# 8804 Eliason
A 8804 Eliason (ideiglenes jelöléssel 1981 JB2) a Naprendszer kisbolygóövében található aszteroida. Carolyn Shoemaker és Eugene Merle Shoemaker fedezte fel 1981. május 5-én.